# Pierreodendron
Pierreodendron là một chi thực vật thuộc họ Simaroubaceae. Chi này có các loài sau (tuy nhiên danh sách này có thể chưa đủ):
- Pierreodendron kerstingii, (Engl.) Little